# Joseph Edward Kurtz
Joseph Edward Kurtz (Mahanoy City, 18 de agosto de 1946) é um prelado estadunidense da Igreja Católica, arcebispo-emérito de Louisville.

## Biografia
Nascido em 18 de agosto de 1946, depois de frequentar as escolas primárias de Saint Mary Parish e Saint Canicus Parish em Mahanoy City, e a escola secundária do Imaculado Coração (agora Cardinal Brennan) de Ashland, ingressou em 1963 no Saint Charles Borromeo Seminary na Filadélfia, seguindo os cursos filosóficos e teológicos e obtendo o Master of Divinity. Em 1976, ele também recebeu seu mestrado em Serviço Social pela Marywood University em Scranton. Foi ordenado padre em 18 de março de 1972, por Joseph Mark McShea, bispo de Allentown, diocese onde foi incardinado.
Foi pároco assistente da Paróquia Saint Joseph em Limeport (1972), professor na Allentown Central Catholic High School e pastor assistente da paróquia de [[Saints Simon and Jude em Bethlehem na Pensilvânia entre 1972 e 1973, professor no Seminário Pio X da Diocese de Scranton em Dalton entre 1973 e 1976, diretor adjunto da Agência Social Católica de 1976 a 1984 e seu diretor entre 1984 e 1994, Diretor do Gabinete de Ação Social entre 1977 e 1991, além de membro do Comitê de Relações Humanas da cidade de Allentown, entre 1980 e 1982.
Entre 1985 e 1991, foi moderador do Departamento para o Bem-estar social da Conferência dos Bispos da Pensilvânia e entre 1988 e 1999, diretor diocesano da Catholic Charities (1988-1999). Foi também pároco da Annunciation B.V.M – Saint Mary’s Parish de Catasauqua de 1988 a 1996, membro do Conselho de Administração da Conferência Católica da Pensilvânia (1992–1999) e padre da Paróquia Notre Dame of Bethlehem entre 1996 e 1999.
Em 26 de outubro de 1999, foi nomeado pelo Papa João Paulo II como bispo de Knoxville, sendo consagrado em 8 de dezembro do mesmo ano, na Holiday Inn Convention Center em Knoxville, por Gabriel Montalvo Higuera, núncio apostólico nos Estados Unidos, coadjuvado por Thomas Cajetan Kelly, O.P., arcebispo de Louisville e por Edward Peter Cullen, bispo de Allentown.
Em 12 de junho de 2007, o Papa Bento XVI o elevou a dignidade de arcebispo metropolitano de Louisville, onde fez sua entrada solene em 15 de agosto do mesmo ano. Em 14 de novembro de 2013, foi eleito Presidente da Conferência dos Bispos Católicos dos Estados Unidos, cargo que exerceu até 15 de novembro de 2016. Em 19 de fevereiro de 2014, foi nomeado membro da Congregação para as Igrejas Orientais pelo Papa Francisco.
Em julho de 2019, revelou que estava sofrendo de câncer urotelial (um tipo de carcinoma de células transicionais), um tipo de câncer de bexiga que afetava a bexiga e a próstata. O estágio preciso e o nível de agressividade e propagação não foram indicados, tratou-se com quimioterapia e imunoterapia por 12 semanas, com atendimento prestado por meio do oncologista-chefe do Duke Cancer Institute.